# 아이스크라우클레

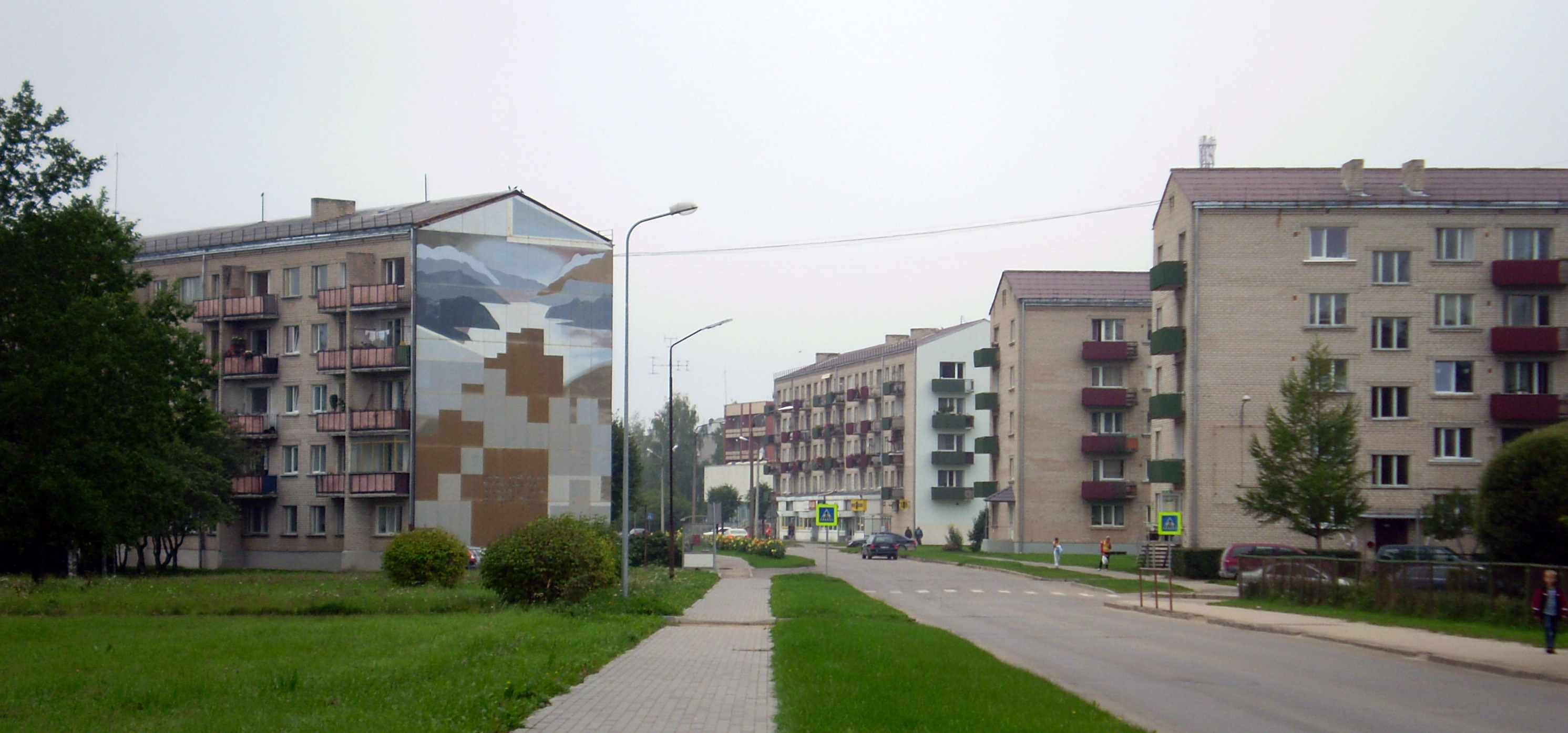
아이스크라우클레

아이스크라우클레(라트비아어: Aizkraukle, 독일어: Ascheraden)는 라트비아의 도시로 면적은 11.83km2, 인구는 8,606명이다. 아이스크라우클레 시의 행정 중심지이며 다우가바강 우안과 접한다. 1967년 도시 지위를 부여받았다.

시기
시 문장

## 같이 보기
- 아이스크라우클레 전투